# AS112
Il progetto AS112 nasce con l'intento di fornire, tramite istanze annunciate con indirizzamento anycast, un insieme di nameserver per rispondere alle query di reverse relative alle RFC 1918, RFC 3330 e RFC 3927.
Le reti interessate appartengono alle classi seguenti:
- 10.0.0.0/8
- 169.254.0.0/16
- 172.16.0.0/12
- 192.168.0.0/16

Originariamente il servizio era erogato solamente dai root nameserver, in seguito gruppi di volontari, in genere Internet Service Provider, hanno aderito al progetto facendo nascere più istanze che potessero occuparsi della risoluzione di questa particolare tipologia di richieste verso i DNS.